# Bloodhound SSC

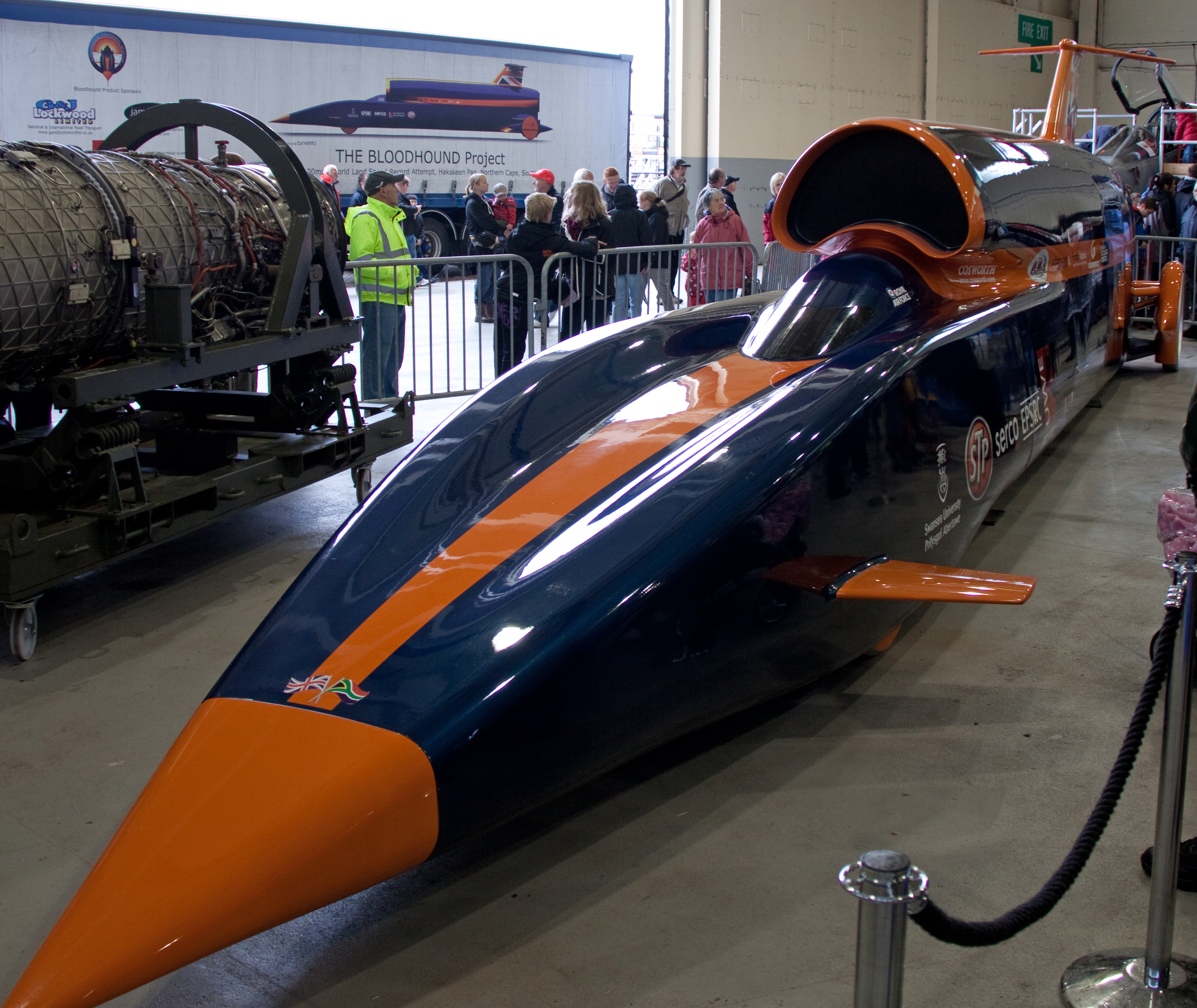
Modelo em tamanho real.

Bloodhound SSC é um veículo terrestre supersónico atualmente em desenvolvido em Inglaterra. O seu objetivo é alcançar ou ultrapassar a velocidade de 1.000 mil/h, o equivalente a 1.609 km/h, e estabelecer um novo recorde de velocidade em terra. O carro em forma de lápis, alimentado por um motor a jato e um motor de foguete é projetado para chegar a 1.050 milhas por hora (1.690 km/h). Seu desenvolvimento e construção foi feito com a intenção de superar o recorde de velocidade em terra atual em 33%.
Testes de pista de até 200 milhas por hora (320 km/h) estão programados para o ano de 2015. O Bloodhound SSC será testado na África do Sul, onde foi construída uma pista com 19 km de extensão.

## Desenvolvimento
O projeto foi anunciado em 23 de outubro de 2008, no Museu da Ciência de Londres por Lord Drayson - que em 2006 já havia proposto o projeto a Richard Noble e Andy Green,  detentores de recordes de velocidade em solo.
Richard Noble, engenheiro, aventureiro, e ex-vendedor de tintas  chegou a 633 mph (1.019 km/h) com o carro chamado Thrust2, movido por um motor turbojato, no deserto de Nevada em 1983. Em 1997 ele liderou o projeto para a construção do  ThrustSSC, pilotado por  Andy Green, um piloto da Real Força Aérea. O veículo atingiu 763 mph (1,228 km/h), ultrapassando a barreira do som, e estabelecendo o primeiro recordo do tipo para um veículo terrestre (de acordo com as regras da Federação Internacional de Automobilismo).
A tarefa de pilotar o Bloodhound SSC pela primeira vez caberá ao piloto Andy Green. Quando o carro acelerar de 0 a 1.000 mph (0 a 1.609 km/h) em 42 segundos, ele vai experimentar uma força de cerca de 2,5 g, ou seja, duas vezes e meia o seu peso corporal.
Para freiar o veículo, o piloto usará  freios aerodinâmicos aos 800 mph (1.300 km/h) e freios a disco abaixo de 250 mph (400 km/h). Enquanto desacelera, ele vai experimentar uma força de até 3 g.

## Design

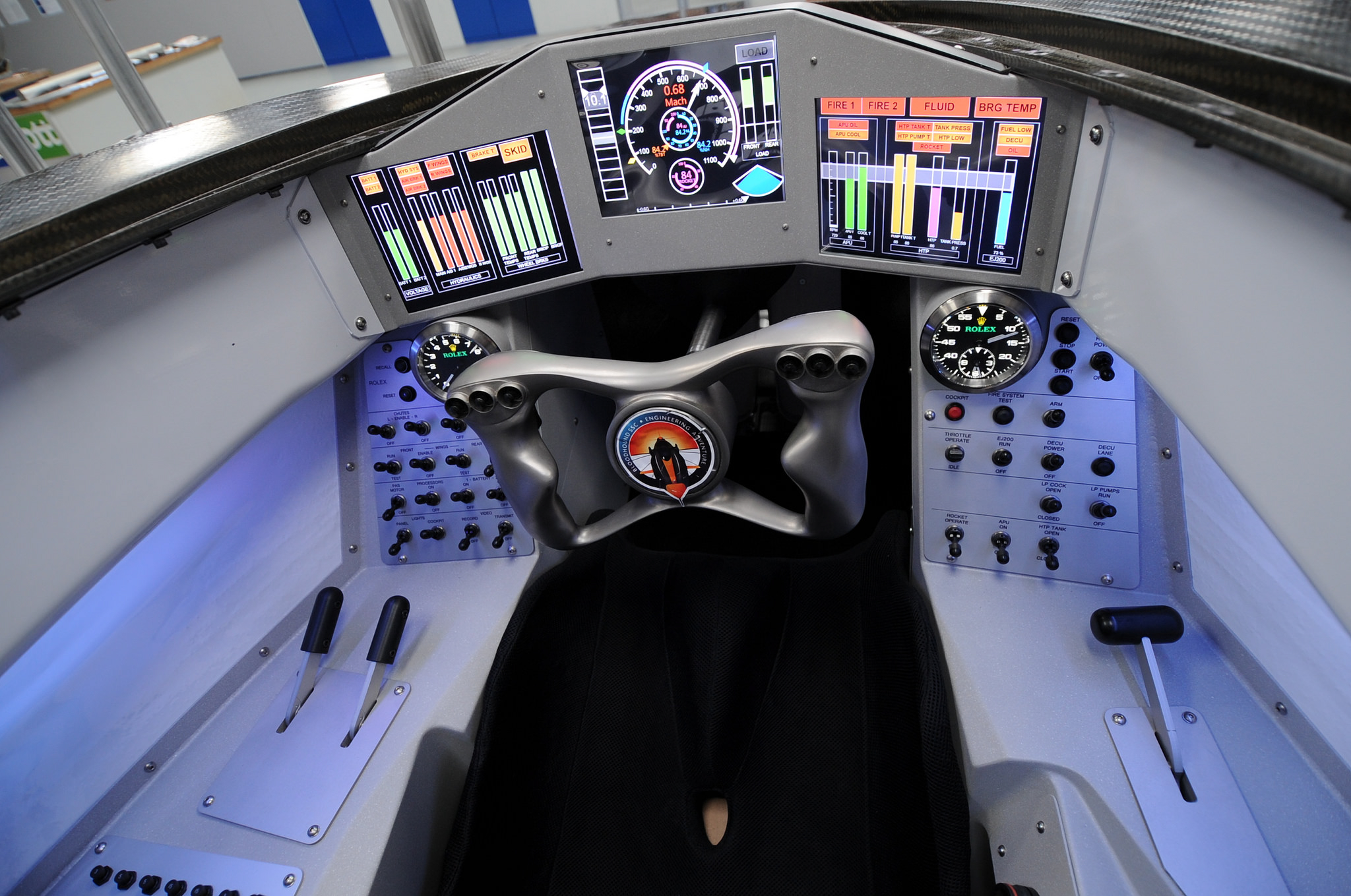
Cockpit

A base de desenvolvimento do projeto foi estabelecido no antigo Centro do Patrimônio Marítimo na zona portuária de Bristol, localizada ao lado da ona portuária, localizado ao lado da SS Great Britain. Em 2013, o projeto ampliou sua sede e, desde então está localizado em uma propriedade industrial em Bedminster, um bairro de Bristol.

### Aerodinâmica
Desde o início, a Faculdade de Engenharia da Universidade de Swansea tem sido fortemente envolvida no projeto aerodinâmico do veículo.
A Fluidodinâmica computacional foi empregada nos estudos para proporcionar uma compreensão abrangente das características aerodinâmicas do protótipo, em todas as velocidades, inclusive prevendo as forças verticais, laterais e arrasto sobre o veículos. A Fluidodinâmica Computacional, desenvolvida originalmente para a indústria aeroespacial, foi validada para veículos terrestres durante a concepção do ThrustSSC. A Escola do Meio Ambiente e Sociedade da Universidade de Swansea, também foi convidada para ajudar a determinar um novo local de teste para o Bloodhound SSC, uma vez que o local de teste para a tentativa de recorde ThrustSSC se tornou inadequado.

### Motores
Um protótipo de motor a jato Eurojet EJ200 desenvolvido para a Eurofighter e posteriormente destinado a um museu, foi doado ao projeto. Este motor a jato irá acelerar o carro até 300 mph (480 km/h). A seguir, o foguete híbrido desenvolvido pela Nammo deverá acelerar o veículo até 1.000 milhas por hora (1.609 km/h).
Um terceiro motor Jaguar V-8 será usado como unidade auxiliar de força, para introduzir material comburente foguete. 
O Foguete híbrido Nammo será abastecido por Peróxido de Hidrogênio de elevada concentração (HTP-High Test Peroxide) e Polibutadieno Líquido com Terminação Hidroxílica - PBLH (Hydroxyl Terminated Polybutadiene - HTPB) em estado sólido.

### Rodas
As quatro rodas de 36 polegadas (910 mm) de diâmetro irão rodar a até 10.200 rpm, forjadas de alumínio maciço para resistir a 50.000 g de força centrífuga.

## Construção
A equipa de engenharia liderada pelo engenheiro-chefe Mark Chapmanpor produziu uma maquete em escala para exibição do modelo no seu lançamento. O carro será construído na base de Bristol, que conta também com um centro educacional. Uma maquete em tamanho real foi apresentada em 2010 no Farnborough International Airshow, quando foi anunciado que a Hampson Industries começaria a construção da secção traseira do chassis no primeiro trimestre de 2011 e que um acordo para a parte dianteira do carro seria feito.